# Barbara Baehr
Barbara Baehr (1953) is een Duitse arachnologe.
Barbara Baehr werd geboren als Barbara Hoffmann in 1953. Ze studeerde af aan de Universiteit van Tübingen met een doctoraat in de zoölogie en ecologie. Tussen 1984 en 1998 werkte ze als wetenschappelijk medewerker bij de Zoologische Staatssammlung München en doceerde ze zoölogie aan de Ludwig Maximilians-Universiteit van München. Na een aantal onderzoeksreizen naar Australië nam ze een baan aan als onderzoeker bij het Queensland Museum in Brisbane. Haar onderzoek richt zich op de spinnenfamilies Zodariidae (mierenjagers), Oonopidae (dwergcelspinnen), Hersiliidae en Prodidomidae. Tot op heden heeft ze meer dan 400 nieuwe soorten spinnen uit Australië beschreven. Veel van de beschreven taxa zijn toegeschreven aan Baehr & Baehr, haar mede-auteur was entomoloog Martin Baehr. Samen schreven ze naast wetenschappelijke artikelen ook een aantal meer toegankelijke werken over insecten en spinnen zoals Welcher Käfer ist das? en Welche Spinne ist das?.   
- Bibsys: 90245658
- Bibliothèque nationale de France: cb17009963p (data)
- Gemeinsame Normdatei: 11025967X
- International Standard Name Identifier: 0000 0001 0973 1051
- Library of Congress Control Number: no2003056156
- Nationale Bibliotheek van Tsjechië: jn20000600569
- Nederlandse Thesaurus van Auteursnamen: 298366363
- Réseau des bibliothèques de Suisse occidentale: 02-A022493224
- Système universitaire de documentation: 178593125
- Virtual International Authority File: 53838665
- WorldCat: E39PBJymDXrq9HBFGMC9WvHHmd